# Controvérsia sobre o apoio dos Estados Unidos ao Quemer Vermelho
Há alegações de que os Estados Unidos apoiaram o Quemer Vermelho após a invasão vietnamita do Camboja, a fim de enfraquecer a influência do Vietnã e da União Soviética no Sudeste Asiático. Detalhes das alegadas ações estadunidenses que beneficiaram o Quemer Vermelho vão desde tolerar ajuda chinesa e tailandesa à organização (Henry Kissinger) até armar diretamente o Quemer Vermelho (Michael Haas). O governo dos Estados Unidos oficialmente nega essas alegações e Nate Thayer defendeu a política dos Estados Unidos, argumentando que pouca ou nenhuma ajuda estadunidense realmente chegou ao Quemer Vermelho. No entanto, não é contestado que os Estados Unidos votaram para o Quemer Vermelho e o Governo de Coalizão do Kampuchea Democrático, que era dominado pelo Quemer Vermelho, manterem seu assento do Camboja na Organização das Nações Unidas até 1982 e em 1991, respectivamente.  Além disso, uma investigação do Departamento de Estado dos Estados Unidos reconheceu que o apoio material estadunidense para os parceiros do Quemer Vermelho no Governo de Coalizão do Kampuchea Democrático indiretamente beneficiou o Quemer Vermelho.

## Antecedentes

### Quemer Vermelho no poder
O Quemer Vermelho, o partido comunista liderado por Pol Pot que governou o Camboja após sua vitória na Guerra Civil Cambojana em 1975, perpetrou o genocídio cambojano, que entre 1975 e 1979 matou entre 1.5 e 3 milhões de pessoas, quase 25% da população do Camboja.  Durante o genocídio, a China foi o principal patrono internacional do Quemer Vermelho, fornecendo "mais de 15.000 assessores militares" e a maior parte de sua ajuda externa. 

### Invasão vietnamita
O Vietnã invadiu o Camboja no final de 1978 e estabeleceu a República Popular do Kampuchea, liderada por desertores do Quemer Vermelho.  A invasão do Vietnã foi motivada pelos repetidos ataques transfronteiriços do Quemer Vermelho que visavam civis vietnamitas, incluindo o Massacre de Ba Chúc — no qual o Quemer Vermelho sistematicamente assassinou toda a população de uma aldeia vietnamita de mais de 3.000 pessoas, com exceção de uma mulher que sobreviveu ao ser baleada no pescoço e espancada; antes de serem mortas, muitas das vítimas foram "barbaramente torturadas". Esses ataques mataram mais de 30.000 vietnamitas no total.
O Vietnã depôs o Quemer Vermelho e pôs fim o genocídio em apenas dezessete dias, no entanto, as tropas vietnamitas ocupariam o Camboja pelos próximos onze anos.  Após a invasão, o Vietnã tentou divulgar os crimes do Quemer Vermelho, criando um ossário para as vítimas em Ba Chúc e convencendo a República Popular do Kampuchea a fazer o mesmo pelas vítimas cambojanas do Quemer Vermelho; a prisão mais notória do Quemer Vermelho, S-21 — que continha 20.000 prisioneiros, "todos menos sete" dos quais foram mortos — foi revelada em maio de 1979 e posteriormente transformou-se no Museu do Genocídio Tuol Sleng, embora houvesse mais de 150 campos de extermínio do Quemer Vermelho "no mesmo modelo, pelo menos um por distrito".
Para punir o Vietnã por depor o Quemer Vermelho, a China invadiu o Vietnã em fevereiro de 1979, enquanto os Estados Unidos  "simplesmente aplicaram mais sanções ao Vietnã" e "bloquearam empréstimos do Fundo Monetário Internacional (FMI) ao Vietnã". 
A China treinou soldados do Quemer Vermelho em seu solo durante os anos 1979 a 1986 (se não mais tarde), "estacionou conselheiros militares com tropas do Quemer Vermelho até a data de 1990"  e "forneceu pelo menos $1 bilhão em ajuda militar" durante a década de 1980.  Após os Acordos de Paz de Paris de 1991, a Tailândia continuou a permitir que o Quemer Vermelho "negociasse e atravessasse a fronteira tailandesa para sustentar suas atividades ... embora as críticas internacionais, particularmente dos Estados Unidos e da Austrália, tenham impedido a aprovação de qualquer apoio militar direto."

### Assento do Camboja na ONU
Como resultado da oposição chinesa e ocidental à invasão e ocupação vietnamita, o Quemer Vermelho, e não a República Popular do Kampuchea, foi autorizado a ocupar o assento do Camboja na Organização das Nações Unidas até 1982. Depois de 1982, o assento da ONU foi ocupado por uma coalizão dominada pelo Quemer Vermelho - o Governo de Coalizão do Kampuchea Democrático. 

## Apoio militar e diplomático dos Estados Unidos
De acordo com Michael Haas, apesar de condenar publicamente o Quemer Vermelho, os Estados Unidos ofereceram apoio militar à organização e contribuíram para impedir o reconhecimento na ONU do governo alinhado ao Vietnã.  Haas argumentou que os Estados Unidos e a China replicaram os esforços da Associação de Nações do Sudeste Asiático (ASEAN) para desarmar o Quemer Vermelho, assegurando que o Quemer Vermelho permanecesse armado, e que os esforços estadunidenses para fundir o Quemer Vermelho com facções aliadas resultaram na formação do Governo de Coalizão do Kampuchea Democrático. Depois de 1982, os Estados Unidos aumentaram sua ajuda secreta anual para a resistência cambojana de $ 4 milhões para $ 10 milhões.
O diplomata cingapuriano Bilahari Kausikan, recordou: "A ASEAN queria eleições, mas os Estados Unidos apoiaram o retorno de um regime genocida. Alguns de vocês imaginaram que os Estados Unidos teriam outrora apoiado o genocídio?" Com efeito, Kausikan descreveu o desacordo entre os Estados Unidos e a ASEAN sobre o Quemer Vermelho como atingindo o limite de os Estados Unidos até mesmo ameaçarem Cingapura com "sangue no chão".
O apoio estadunidense aos guerrilheiros do Quemer Vermelho na década de 1980 foi "essencial" para manter a organização viva e foi em parte motivado por vingança pela derrota dos Estados Unidos contra o Vietnã durante a Guerra do Vietnã, segundo Tom Fawthrop.  Um vazamento do WikiLeaks de 500 mil telegramas diplomáticos dos Estados Unidos desde 1978, um documento mostra que a administração do presidente Jimmy Carter estava dividida entre a repulsa às atrocidades do Quemer Vermelho e a preocupação com a possibilidade de uma crescente influência vietnamita no caso de um colapso do Quemer Vermelho. Elizabeth Becker citou o Conselheiro de Segurança Nacional de Carter, Zbigniew Brzezinski, reconhecendo que "encorajei os chineses a apoiarem [o líder do Quemer Vermelho] Pol Pot ... nós nunca poderíamos apoiá-lo, mas a China poderia". No entanto, Brzezinski posteriormente declarou: "Os chineses estavam auxiliando Pol Pot, mas sem qualquer ajuda ou arranjo dos Estados Unidos. Além disso, dissemos aos chineses explicitamente que, em nossa opinião, Pol Pot era uma abominação e que os Estados Unidos não teriam nada a fazer com ele — direta ou indiretamente."
No final de 1975, o ex-assessor de Segurança Nacional e Secretário de Estado dos Estados Unidos, Henry Kissinger, disse ao ministro das Relações Exteriores da Tailândia: "Você deve dizer aos cambojanos que seremos amigos deles. Eles são bandidos assassinos, mas não vamos deixar isso ficar no nosso caminho."  Anos depois, Kissinger explicou: "Os tailandeses e os chineses não queriam uma Indochina dominada pelos vietnamitas. Nós não queríamos que os vietnamitas dominassem. Não acredito que tenhamos feito algo por Pol Pot. Mas suspeito que fechamos os olhos quando alguns outros fizeram alguma coisa por Pol Pot."
O líder cambojano Norodom Sihanouk, questionado sobre as acusações de oportunismo em maio de 1987 ("seus críticos diriam ... que você iria dormir com o Diabo para alcançar o seu fim"), ele respondeu: "No que diz respeito aos demônios, os Estados Unidos também apoiam o Quemer Vermelho. Mesmo antes da formação do governo de coalizão em 1982, os Estados Unidos votavam todos os anos em favor do regime do Quemer Vermelho ... Os Estados Unidos dizem que são contra o Quemer Vermelho, que são pró-Sihanouk, pró-Son Sann. Mas os demônios, eles estão lá [risos] com Sihanouk e Son Sann."
Por outro lado, Nate Thayer relatou que "os Estados Unidos têm evitado escrupulosamente qualquer envolvimento direto em auxiliar o Quemer Vermelho", em vez disso, fornecem ajuda não-letal para os insurgentes não-comunistas da Frente Nacional de Libertação do Povo Quemer e do Armée Nationale Sihanoukiste (ANS), que raramente cooperaram com o Quemer Vermelho no campo de batalha, apesar de serem parceiros de coalizão, e que lutaram com o Quemer Vermelho dezenas de vezes antes de 1987. Segundo Thayer, "Nos meses passados em áreas controladas pelos três grupos de resistência e durante encontros marcados com o Quemer Vermelho ... Eu nunca encontrei nenhuma ajuda dada à [resistência não-comunista] em uso por ou em posse do Quemer Vermelho." 

## Evasão de armas dos Estados Unidos para o Quemer Vermelho
Joel Brinkley afirmou que, embora a política dos Estados Unidos fosse disponibilizar apoio para "15.000 combatentes rebeldes 'não-comunistas' ineficazes", "acusações feitas em torno de que parte da ajuda estadunidense, $215 milhões até então, teria beneficiado o Quemer Vermelho". Uma investigação subsequente liderada por Thomas Fingar, do Bureau of Intelligence and Research do Departamento de Estado dos Estados Unidos, "encontrou algumas evasões — incluindo distribuição de munição, defesa conjunta de uma ponte e o uso de um caminhão para transportar tanto guerrilheiros 'não-comunistas' como guerrilheiros do Quemer Vermelho para um combate". Fingar foi depreciado do relatório de seus próprios investigadores, o qual caracterizou como um "epifenômeno em um circo de pulgas": "não é o objetivo maior aqui derrotar os fantoches vietnamitas em Phnom Penh?". 